# Płaskowyż Porcupine
Płaskowyż Porcupine – płaskowyż w północno-zachodniej Kanadzie, na terytorium Jukonu.
Płaskowyż graniczy z górami Ogilvie Mountains z południowego zachodu, a Górami Richardsona z północnego wschodu. Na północ znajduje się Nizina Porcupine, a na południe Płaskowyż Stewarta. Najwyższe wzniesienie wynosi 828 m n.p.m.
Przez płaskowyż przepływają rzeki Porcupine oraz Peel. Przez płaskowyż przebiega droga Dempster Highway.